# باسیل بروک
باسیل بروک (انگلیسی: Basil Brooke؛ ۶ آوریل ۱۸۹۵ – ۲۰ ژانویهٔ ۱۹۸۳) فرد نظامی اهل بریتانیا بود. وی همچنین برندهٔ جوایزی همچون نشان حمام و نشان امپراتوری بریتانیا شده‌است.